# Марк Опелій Антонін Діадумен
Марк Опелій Антонін Діадумен (рідше — Діадуменіан; лат. Marcus Opellius Antoninus Diadumenianus; 14 вересня 208 — 8 червня 218) — римський імператор, номінальний співправитель свого батька Макріна.

## Біографія
Діадумен народився 14 вересня 208 року у сім'ї Макріна, імператорського сановника, префекта преторія, в майбутньому — імператора, і його дружини Нонії Цельзи, про яку відомо дуже мало. При народженні хлопець отримав ім'я Марк Опелій Діадумен, приставку «Антонін» надав йому батько, коли син став його співправителем для того, щоби асоціювати його зі стабільною й популярною римською династією Антонінів, яка правила за кілька десятиліть до народження Діадумена.
8 квітня 217 року був убитий імператор Каракалла. Його вбивство організували змовники на чолі з Макріном, батьком Діадумена. Макрін, який зосередив у своїх руках владу, був проголошений імператором. Через деякий час новий імператор наділив сина Діадумена титулом цезаря, молодшого співправителя імператора. 11 квітня 218 року Макрін надав синові титул августа і проголосив його своїм повноцінним співправителем. Втім, за дуже короткий час імператор був скинутий сирійськими легіонами, які підтримали кузена Каракалли Геліогабала. Макрін намагався втекти, але був спійманий. Згодом він намагався здійснити самогубство, проте невдало; за деякий час Макріна стратили. Діадумен же в цей час намагався втекти до Парфії, однак також був спійманий і вбитий.